# The Operational Art of War
The Operational Art of War (TOAW) – seria turowych strategicznych gier komputerowych, w których gracz może wcielić się w dowódcę wojsk biorących udział w konfliktach zbrojnych XX i XXI wieku.

## Gry z serii
- The Operational Art of War I: 1939-1955  (1998)
- The Operational Art of War II: Modern Battles 1956-2000 (1999)
- The Operational Art of War II: Flashpoint Kosovo (1999)
- The Operational Art of War II: Elite Edition (2000)
- The Operational Art of War: Century of Warfare (2000)
- The Operational Art of War III (2006)
- The Operational Art of War IV (2017)